# Add Some Music to Your Day
Add Some Music to Your Day è un brano musicale scritto da Brian Wilson, Joe Knott e Mike Love per il gruppo pop rock statunitense The Beach Boys. La canzone venne inclusa nell'album della band Sunflower del 1970, e pubblicata come singolo (lato B Susie Cincinnati) nel febbraio 1970.

## Descrizione
I crediti ufficiali della canzone riportano come autori Brian Wilson, Joe Knott e Mike Love. In seguito Wilson a proposito di Knott disse: «Era un mio amico che non era un cantautore, ma ha contribuito con un paio di versi. Ma non ricordo quali!»
La canzone presenta testi che celebrano la musica e la sua presenza onnipresente nella vita quotidiana. In aprile, il singolo raggiunse la posizione numero 64 negli Stati Uniti nel corso di una permanenza in classifica di cinque settimane. Generalmente, i disc jockey si è rifiutarono di trasmettere la canzone alla radio, con un DJ che avrebbe affermato che i Beach Boys "non sono più di moda". Secondo il promotore Fred Vail, il DJ della stazione radiofonica WFIL Jay Cook si rifiutò di suonare la canzone anche dopo "avergli detto quanto sono grandi i Beach Boys e quanto è grande Brian".
Cash Box scrisse che "i Beach Boys lanciano un nuovo tipo di eccitazione adolescenziale" tinta di una traccia accesa di vitalità del loro vecchio successo Good Vibrations." Record World scrisse che il brano dei Beach Boys "possedeva gli stessi suoni magici che li hanno resi famosi." Billboard la definì un "pezzo originale dal ritmo facile."
Nel 2021 una nuova registrazione della canzone (accreditata come una nuova uscita di California Music, che era il nome di un progetto precedente con Bruce Johnston, Brian Wilson, Terry Melcher, Curt Boettcher, ed altri) fu organizzata e prodotta da David Beard, editore e curatore della fanzine dei Beach Boys Endless Summer Quarterly. La nuova ri-registrazione riunisce Love, Al Jardine e Johnston, insieme all'ex Beach Boy David Marks. Presenti anche alcuni figli dei membri della band: Carnie e Wendy Wilson (figlie di Brian); Justyn Wilson (figlio di Carl); Christian, Hayleigh e Ambha Love; e Matt Jardine. Il singolo è stato distribuito il 23 aprile 2021; insieme all'album associato pubblicato dalla Omnivore Recordings come progetto di beneficenza durante la pandemia di COVID-19.

## Formazione[10]
The Beach Boys
- Brian Wilson – voce, armonie e cori, Rocksichord, produzione
- Mike Love – voce, armonie e cori
- Al Jardine – voce, armonie e cori
- Carl Wilson – voce, armonie e cori, chitarra a 12 corde, pianoforte Chamberlin
- Dennis Wilson – voce, armonie e cori, batteria, percussioni
- Bruce Johnston – voce, armonie e cori, basso